# 疊氮化鉀
疊氮化鉀是一種無機化合物，由鉀和氮構成，屬於疊氮酸鹽。

## 制备
叠氮化钾可以由叠氮酸和氢氧化钾或碳酸钾反应而成：
{\displaystyle {\ce {HN3 + KOH -> KN3 + H2O}}}
{\displaystyle {\ce {K2CO3 + 2HN3 -> 2KN3 + CO2 ^ + H2O}}}

## 性質

### 物理性質

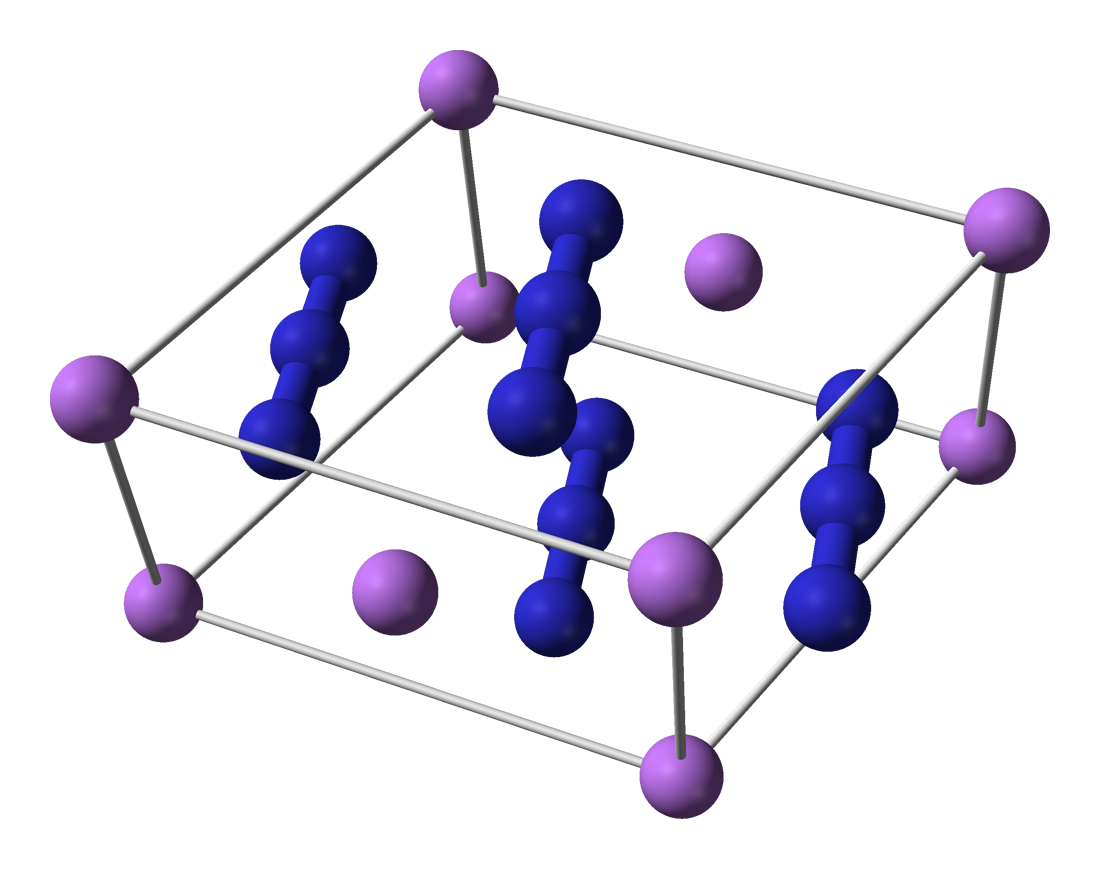
疊氮化鋰的晶格。疊氮化鉀和疊氮化鋰一樣是四方晶系
。

和疊氮化鋰、疊氮化鈉類似，叠氮化钾是四方晶系的晶体。
在高压下，叠氮化钾会改变晶体结构，形成含有N2−
6 六元环的物种。这种结构由叠氮化钾在45 GPa下加热而成，在20 GPa下稳定。

### 化學性質
在加熱或紫外線照射時，它會分解成氮氣和金屬鉀。
不同於重金屬疊氮化物，它对机械衝擊并不不敏感，但遇熱可能會迅速爆炸。

## 用途
疊氮化鉀可以當作硝化抑製劑在土壤中使用。它的热分解也可以用来生产纯的金属钾。

## 危害
和其它叠氮化物一样，叠氮化钾是剧毒。它的叠氮根离子可以抑制细胞色素c氧化酶。